# 北聖保羅 (明尼蘇達州)
北聖保羅（英語：North St. Paul）是一個位於美國明尼蘇達州拉姆西縣的城市。

## 人口
根據2020年美國人口普查的數據，北聖保羅的面積為7.80平方千米，當中陸地面積為7.40平方千米，而水域面積為0.40平方千米。當地共有人口12364人，而人口密度為每平方千米1,585人。